# Western & Southern Open 2021
Western & Southern Open 2021 — тенісний турнір, що проходив на кортах з твердим покриттям у місті Мейсон, США з 16 до 22 серпня. Належав до категорій ATP Masters 1000 та WTA 1000, був турніром серії Мастерс Цинциннаті 2021 року.

## Фінальна частина

### Чоловіки, одиночний розряд
Александр Зверєв —  Андрій Рубльов 6–2, 6–3

### Жінки, одиночний розряд
Ешлі Барті —  Джил Тайхманн 6–3, 6–1

### Чоловіки, парний розряд
Марсель Гранольєрс /  Орасіо Себальйос —  Стів Джонсон /  Остін Крайчек 7–6(7–5), 7–6(7–5)

### Жінки, парний розряд
Саманта Стосур /  Чжан Шуай —  Габріела Дабровскі /  Луїза Стефані 7–5, 6–3